# Trận chiến Eo biển Otranto (1917)
Trận chiến Eo biển Otranto là một nỗ lực của Hải quân Đế quốc Áo-Hung trong việc phá vỡ Rào chắn Otranto của hải quân phe Hiệp ước tại eo biển Otranto trong hai ngày 14 và 15 tháng 5 năm 1917. Đây là cuộc đối đầu lớn nhất giữa những tàu nổi tại vùng Địa Trung Hải trong Thế chiến thứ nhất, cũng là lần đầu tiên có sự kết hợp của tàu ngầm, chiến hạm mặt biển và khí cụ bay.
Hải quân Áo-Hung do Hạm trưởng Miklós Horthy chỉ huy dự tính phá vỡ Rào chắn Otranto bằng một lực lượng gồm ba tuần dương hạm và hai khu trục hạm để cho các tàu ngầm Áo-Hung có thể thoát ra biển Địa Trung Hải. Các tàu chiến Anh-Pháp-Ý đã đáp trả lại cuộc tấn công và làm hư hỏng nặng tuần dương hạm Áo-Hung SMS Novara, nhưng mất hai khu trục hạm và nhiều tàu đánh cá bằng lưới nổi được hải quân sử dụng chống tàu ngầm.

## Bối cảnh trận đánh và lực lượng đôi bên
Từ đầu năm 1916, việc chuyển vận hàng hóa của khối Hiệp ước tại vùng biển Adriatic gặp nhiều khó khăn do hoạt động của các tàu ngầm U-boat khối Liên minh Trung tâm, dù hải quân Hiệp ước chiếm ưu thế hoàn toàn. Hải quân Đế quốc Đức cũng có ý đồ mở rộng tầm hoạt động của các tàu ngầm của mình ra Địa Trung Hải và các khu trục hạm cũng như tuần dương hạm Áo-Hung hỗ trợ đồng minh bằng cách kéo các tàu ngầm này đến eo biển Otranto, lối ra Địa Trung Hải từ biển Adriatic, để tiết kiệm nhiên liệu. Phe Hiệp ước quyết tâm ngăn chặn nỗ lực mở rộng tầm hoạt động của những chiếc U-boat đối phương bằng cách thiết lập Rào chắn Otranto, là một dãy các tàu lưới nổi thả lưới để phát hiện và cản trở tàu ngầm được khu trục hạm hỗ trợ. Rào chắn không thưc sự tác dụng trong việc tiêu diệt các tàu ngầm Đức-Áo, nhưng các chỉ huy tàu ngầm luôn luôn than phiền về sự phiền nhiễu của rào chắn.
Tổng tư lệnh Hải quân Đế quốc Áo-Hung, Đô đốc Anton Haus, trước thực trạng này đã phải huy động các chiến hạm Áo-Hung tấn công Rào chắn Otranto để các tàu ngầm U-boat tiếp tục hoạt động hiệu quả. Ngày 31 tháng 5 năm 1916, hải quân Áo-Hung lần đầu tiên tấn công rào chắn và thu được thành công nhỏ. Đêm ngày 7 tháng 8 năm 1916, tuần dương hạm Áo-Hung SMS Novara đánh chìm hai tàu lưới nổi và làm bị thương hai chiếc khác. Ngày 2 tháng 2 năm 1917, Đô đốc Haus đột ngột qua đời vì bệnh viêm phổi và Đô đốc Maximilian Njegovan lên thay chức Tổng tư lệnh Hải quân Áo-Hung. Njegovan tiếp tục cho phép tấn công Rào chắn Otranto, nhất là sau khi các chiến dịch của tàu ngầm U-boat tại Địa Trung Hải ngày càng thành công sau khi Đức tuyên bố chiến tranh tàu ngầm không hạn chế.
Lực lượng Áo-Hung tham gia cuộc tấn công có ba tuần dương hạm Novara, Saida và Helgoland, hai khu trục hạm Csepel và Balaton. Bên cạnh đó, hai tàu ngấm U-boat Áo-Hung, U-4 và U-27, cùng với tàu ngầm U-boat Đức UC-25 cũng tham gia trận đánh. Lực lượng hỗ trợ chuẩn bị sẵn có tuần dương hạm bọc thép Sankt Georg, hai khu trục hạm và bốn tàu phóng lôi, trong trường hợp cần thiết có thể huy động thêm thiết giáp hạm tiền-dreadnought Budapest và ba tàu phóng lôi nữa.
Lực lượng hải quân khối Hiệp ước đêm 14 tháng 5 tuần tra trong khu vực phía bắc Rào chắn có đội tàu khu trục hạm Mirabello của Ý được hỗ trợ bởi ba khu trục hạm Pháp Commandant Rivière, Bisson và Cimeterre. Khu trục hạm Ý Borea cũng có mặt trong khu vực để hộ tống một đoàn tàu vận tải nhỏ đến Valona. Ngoài ra còn có lực lượng hỗ trợ đóng tại cảng Brindisi, bao gồm hai tuần dương hạm Anh Dartmouth và Bristol cùng một số khu trục hạm của Ý và Pháp.

## Diễn biến

### Cuộc tấn công các tàu lưới nổi
18 giờ 20 phút ngày 14 tháng 5, khu trục hạm Csepel và Balaton rời căn cứ Cattato hướng về phía nam để trinh sát hoạt động địch quân tại vùng bờ biển Albania và eo biển Otranto. Đến 19 giờ 45 phút, ba tuần dương hạm Áo-Hung Novara, Saida và Helgoland cũng rời căn cứ Cattaro và tiến về phía bắc Rào chắn. Hạm trưởng Miklós Horthy chỉ huy cuộc tấn công trên chiếc Novara.
Horthy tin rằng với hỏa lực vượt trội và sự bất ngờ, ông sẽ gây cho rào chắn một đòn nặng nề. Ông và hạm trưởng trên hai tuần dương hạm còn lại đồng ý chờ đến rạng sáng sẽ tấn công. Nhiều tàu lưới nổi đã phát hiện ra chiếc Helgoland khi chiếc tàu này đi đến phía trước để trinh sát nhưng lại nhầm lẫn đây là chiến hạm bạn. Lúc 4 giờ 20 phút sáng, chiếc Saida bắt đầu khai hỏa, kế tiếp là Helgoland vào lúc 4 giờ 53 phút và Novara vào lúc 5 giờ 7 phút. Trước khi khai hỏa, các tàu Áo-Hung đã cảnh báo các thủy thủ tàu lưới nổi bỏ tàu trước khi bị tấn công. Một số tàu lưới nổi đã từ chối và bắn trả với các khẩu pháo nhỏ 6-pounder, điển hình như chiếc Gowan Lee và sau đó nó đã bị thương nặng nhưng may không bị chìm. Thuyền trưởng của nó, ông Joseph Watt, được trao tặng Huân chương Victoria sau trận đánh này.
Trong đêm 14 tháng 5 có tổng cộng 47 tàu lưới nổi và đã có 14 tàu bị hải quân Áo-Hung đánh chìm (Helgoland đánh chim bốn, Saida đánh chìm ba và Novara đánh chìm bảy), cùng với bốn chiếc khác bị hư hại. Ba tuần dương hạm còn bắt được 72 tù binh. Do không được bảo vệ thỏa đáng, các tàu lưới nổi còn lại đã phải rút chạy. Khi mặt trời dần ló dạng, Horthy bắt đầu lệnh cho ba chiếc tàu rút về Cattaro và tin rằng đối phương đã biết đến sự hiện diện của mình.
Lúc 3 giờ 6 phút, hai khu trục hạm Csepel và Balaton phát hiện ba tàu vận tải Ý được khu trục hạm Borea hộ tống tại vùng biển Albania. Vào khoảng 3 giờ 24 phút sáng, hai khu trục hạm Áo-Hung bắt đầu tấn công và đánh chìm chiếc Borea cùng một tàu chở đạn dược. Một tàu chở đạn khác của Ý bắt lửa và thủy thủ đoàn buộc phải bỏ tàu.

### Giao tranh giữa các chiến hạm
Vào thời điểm này, lực lượng hải quân Hiệp ước đã biết được cuộc tấn công đang diễn ra và bắt đầu vào vị trí chặn cuộc rút lui của các tàu chiến Áo-Hung. Phó Đô đốc Ý Alfredo Acton, ra lệnh cho đội tàu Mirabello tiến về phía nam vào lúc 4 giờ 35 phút sáng, trong khi ông lên tuần dương hạm hạng nhẹ HMS Dartmouth. Đến 6 giờ 45 phút sáng, tuần dương hạm Dartmouth và Bristol cùng với 5 khu trục hạm Ý Mosto, Pilo, Schiaffino, Acerbi và Aquila di chuyển lên hướng bắc để chặn các tuần dương hạm Áo-Hung. Tuần dương hạm hạng nhẹ Ý Marsala, các khu trục hạm Carlo Alberto Racchia Insidioso, Indomito và Impavido cũng sẵn sàng hỗ trợ.
Đội tàu Mirabello chạm trán các tuần dương hạm Áo-Hung vào lúc 7 giờ sáng nhưng do hỏa lực quá chênh lệch nên chuyển qua làm nhiệm vụ che chở cho các tuần dương hạm chạy trốn. Lúc 7 giờ 45, các chiến hạm Ý đụng độ hai khu trục hạm Csepel và Balaton. Sau 20 phút, các khu trục hạm Ý áp sát các khu trục hạm Áo-Hung. Hai bên có cuộc đọ pháo ngắn trước khi một quả đạn pháo từ chiếc Csepel bắn trúng chiếc Aquila và làm ngừng hoạt động nồi hơi của chiến hạm này. Đến thời điểm này, các khu trục hạm Áo-Hung đã được che chở bởi các pháo bờ biển Durazzo và có thể chạy thoát thành công.
Lúc 9 giờ sáng, tuần dương hạm Bristol phát hiện ra khói từ tuần dương hạm Áo-Hung ở phía nam vị trí của mình. Các tàu chiến Anh có hỏa lực mạnh hơn và số lượng đông hơn với chiếc Dartmouth được trang bị sáu khẩu pháo 6 inch (150 mm) và Bristol có hai khẩu pháo 6 inch và mười khẩu pháo 4 inch (100 mm), so với chín khẩu pháo 3.9 inch (99 mm) trên mỗi tuần dương hạm Áo-Hung. Tuy nhiên ưu thế về số lượng của các tàu chiến phe Hiệp ước nhanh chóng biến mất khi các khu trục hạm gặp vấn đề máy móc hoặc phải làm nhiệm vụ bảo vệ những khu trục hạm khác bị hư hỏng. Lực lượng hỗ trợ của cả đôi bên – nhóm tàu Sankt Georg của Áo-Hung và nhóm tàu Marsala của phe Hiệp ước cũng nhanh chóng tham gia trận chiến.
Chiếc Dartmouth — nhanh hơn chiếc Bristol — tiến gần đến tàu chiến Áo-Hung và khai hỏa. Một quả đạn pháo bắn trúng tuần dương hạm Novara của Áo-Hung, khi con tàu này đang tạo lớp màn khói nhằm áp sát để tấn công hiệu quả hơn chiến hạm Anh. Chiếc Dartmouth sau đó cũng bị trúng đạn nhiều lần, và đến 11 giờ, Đô đốc Acton hạ lệnh cho chiếc tàu này giảm tốc độ để chiếc Bristol có thể bắt kịp. Chiếc Novara bị trúng nhiều phát đạn, hư bơm nước chính và ống dẫn hơi nước phụ hữu mạn, và dần dần chậm lại. Hạm trưởng Horthy cũng bị thương do một quả đạn pháo bắn trúng gần tháp điều khiển. Lúc 11 giờ 5, Đô đốc Acton chuyển sang mục tiêu tách rời chiếc Saida ra khỏi hai chiếc Novara và Helgoland. May mắn cho phía Áo-Hung là chiếc tuần dương hạm Sankt Georg có mặt kịp thời buộc Acton phải cho lực lượng của mình tạm thời rút lui để củng cố lại, và nhân cơ hội đó chiếc Saida đã đứng ra kéo chiếc Novara đang bị thương còn chiếc Helgoland làm nhiệm vụ che chở tàu bạn.
Do Đô đốc Acton không hề biết việc chiếc Novara đã bị tê liệt và lo ngại các chiến hạm của mình sẽ đến quá gần căn cứ hải quân Áo tại Cattaro, ông ra lệnh bỏ dở cuộc truy đuổi. Chiếc khu trục hạm Acerbi hiểu sai tín hiệu và dự định phóng ngư lôi tấn công chiến hạm Áo-Hung nhưng bị hỏa lực của cả ba chiếc Novara, Saida và Helgoland đẩy lùi. Lúc 12 giờ 5 phút, Acton lúc này mới nhận ra tình trạng tồi tệ của chiếc Novara nhưng lúc này đội tàu Sankt Georg đã áp sát. Đội tàu Sankt Georg sau đó đã gặp gỡ ba chiếc tuần dương hạm Novara, Saida và Helgoland, trước khi sau đó hai khu trục hạm Csepel và Balaton cũng đến để cùng nhau trở về căn cứ Cattaro. Các tuần dương hạm Áo-Hung đã may mắn chạy thoát khi tổng cộng chiếc Novara bị trúng hơn 35 quả đạn pháo, Helgoland trúng năm quả và Saida trúng ba quả.
Lúc 13 giờ 30, tàu ngầm Đức UC-25 phóng ngư lôi trúng chiếc Dartmouth và gây hư hỏng nặng cho chiếc tàu này. Các khu trục hạm hộ tống đuổi được UC-25 ra khỏi khu vực. Lệnh bỏ tàu Dartmouth được đưa ra khi thấy có dấu hiệu nó bắt đầu chìm, nhưng sau đó chiếc tàu may mắn được kéo về cảng. Còn khu trục hạm Pháp Boutefeu cố gắng đuổi theo chiếc tàu ngầm Đức không may trúng thủy lôi và chìm một cách nhanh chóng.

## Kết quả
Sau cuộc đột kích này, các chỉ huy hải quân Anh quyết định rằng trừ khi có đủ khu trục hạm che chở cho rào chắn, các tàu lưới nổi buộc phải rút đi trong đêm. Các tàu lưới nổi sẽ chỉ hoạt động dưới 12 giờ/ngày và phải rời vị trí từ 15 giờ hàng ngày. Phía Áo-Hung trong trận này chỉ bị thương một chiếc tuần dương hạm, nhưng dánh chìm được nhiều tàu lưới nổi và cả tàu chở đạn của đối phương. Tuần dương hạm Anh Dartmouth cũng bị hư hỏng nặng và khu trục hạm Pháp Boutefeu còn bị chìm do thủy lôi. Trận đánh này là một cú hích lớn cho tinh thần hải quân Áo cũng như làm suy yếu Rào chắn Otranto.
Tuy nhiên, xét về mặt chiến lược, trận đánh hầu như không có ảnh hưởng gì đến cuộc chiến. Thực tế rào chắn tàu ngầm U-boat không hiệu quả do chỉ hơn một nửa eo biển rộng 40 dặm (64 km) có thể kiểm soát được. Cuộc tấn công này đầy mạo hiểm và huy động một số tàu chiến hiện đại nhất của hạm đội Áo-Hung nhưng lại không đem lại hiệu quả nhiều về mặt chiến lược.